# Sette peccati capitali (Bosch)

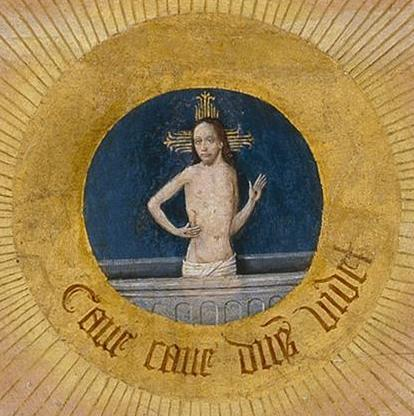
Dettaglio centrale

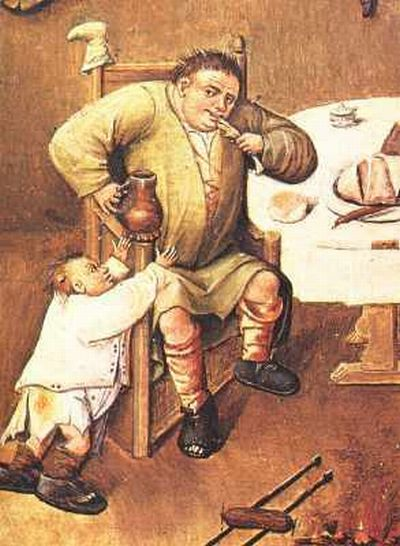
Gola, particolare.

Sette peccati capitali è un dipinto a olio su tavola (120x150 cm) attribuito a Hieronymus Bosch o a un suo imitatore, databile al 1500-1525 circa e conservato nel Museo del Prado di Madrid. L'opera è firmata sotto il cartiglio inferiore ("Jheronimus Bosch").

## Storia
L'opera è citata tra i dipinti inviati da Filippo II di Spagna all'Escorial nel 1574. Era erroneamente ritenuta il piano di un tavolo.
Di datazione molto incerta, è stata a lungo fatta risalire alla prima maturità di Bosch (1485 circa); studi recenti l'hanno invece collocata alla fase ultima, dopo il 1500. Potrebbe essere stata completata dopo la morte dell'artista, avvenuta nel 1516, da un collaboratore, entro il 1525 circa (Guevara), capace di una fattura anche "più precisa e paziente" del maestro.

## Descrizione e stile
Quattro piccoli medaglioni, rappresentanti la Morte, il Giudizio Universale, l'Inferno e il Paradiso (i "Novissimi"), sono disposti agli angoli della tavola, circondando un cerchio più grosso dove sono raffigurati i vizi capitali e, nella "pupilla", Cristo che si erge dal proprio sepolcro, entro una fascia di raggi dorati che simboleggiano l'occhio di Dio. Sotto questa figura, si nota una scritta in latino: 
Sui cartigli in alto e in basso si leggono testi biblici in latino: in alto «Gens absque consilio est et sine prudentia / utinam saperent et intelligerent ac novissima providerent» («È un popolo privo di discernimento e di senno; o, se fossero saggi e chiaroveggenti, si occuperebbero di ciò che li aspetta») e in basso «Nascondam faciem meam ab eis considerabo novissima eorum» («Io nasconderò il mio volto davanti a loro e considererò quale sarà la loro fine»).

### I sette peccati
Le sette scene dell'"iride" mostrano i peccati capitali, ciascuno con la propria indicazione in latino: in basso si trova l'Ira, poi in senso orario Invidia, Avarizia, Gola, Accidia, Lussuria e Superbia.
L'Ira è rappresentata con una rissa tra due paesani ubriachi, mentre una donna cerca di calmarli.
L'Invidia  è raffigurata mediante il proverbio fiammingo che recita "due cani con un osso difficilmente raggiungono un accordo". L'immagine mostra infatti due cani che non si interessano alle ossa davanti a loro, ma aspirano all'osso tenuto in alto; la coppia al di sopra è paragonata ai cani stessi, in quanto essi guardano con invidia un elegante nobiluomo con il falco in mano, che fa lavorare gli altri per lui (l'uomo che porta il pesante sacco sulla schiena); aspirano a quello che non possono avere, mentre la loro figlia si rivolge dalla finestra a un pretendente, del quale spicca soprattutto il grande portafoglio.
L'Avarizia mostra un giudice disonesto, che accetta denaro di nascosto dalle due parti in causa.
Nella Gola due contadini mangiano e bevono smodatamente, in presenza di un bimbo obeso che da loro trae cattivo esempio.
L'Accidia è simboleggiata da un uomo che dormicchia in un'abitazione accogliente, davanti a un camino acceso, mentre la Fede, nelle sembianze di una suora, gli appare in sogno per ricordargli i suoi doveri di preghiera.
Nella Lussuria due coppie di amanti banchettano sotto un tendone rosato, rallegrate da buffoni.
Nella Superbia una ricchissima donna vista di spalle si pavoneggia davanti a uno specchio, retto da un diavolo.
Interessante è notare la varietà di separatori tra una scena e l'altra, ora fatti come colonnine, ora come pareti di edifici, magari anche con finestre che legano una scena all'altra, come nel caso di Accidia/Lussuria.

### I Novissimi
Nella Morte  è mostrata l'agonia di un peccatore, immobilizzato a letto nella propria camera, con uno scheletro - personificazione appunto della Morte - che fa capolino da un pannello: sono presenti anche un angelo, un diavolo, il prete somministrante l'estrema unzione e altri religiosi, mentre i parenti del moribondo si trovano in una stanza attigua. L'immagine è ispirata a un'incisione dell'Ars moriendi.
Nel Giudizio Universale si vede Cristo giudice, ai cui lati si dispongono due gruppi di santi (da una parte donne, dall'altra uomini); quattro angeli suonano le trombe.
L'Inferno è immaginato come una città sotterranea messa a ferro e a fuoco, dove i diavoli tormentano in vari modi le anime dei superbi, degli invidiosi, degli iracondi, degli accidiosi, dei lussuriosi, dei golosi e degli avari.
Nel Paradiso è rappresentata la porta del regno celeste, oltre la quale sta Cristo in trono, attorniato da una moltitudine di angeli; sulla soglia, presidiata da San Pietro, un diavolo tenta di ostacolare le anime appena giunte ma viene respinto dall'arcangelo Michele.

## Galleria d'immagini

### I sette peccati capitali

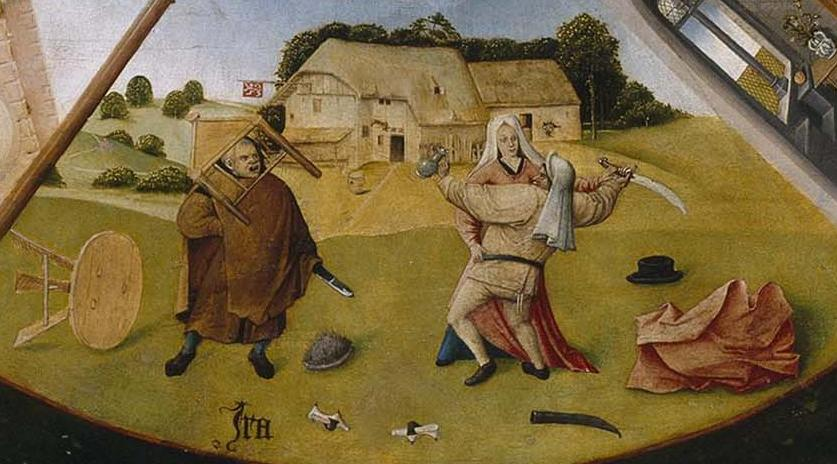
Ira
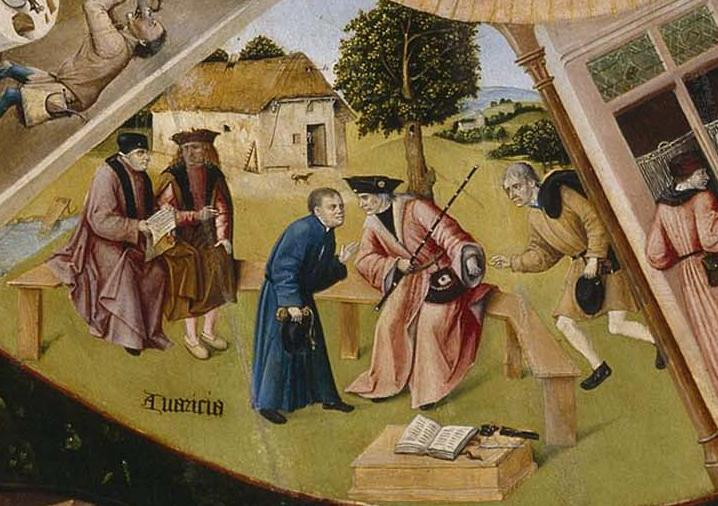
Avarizia
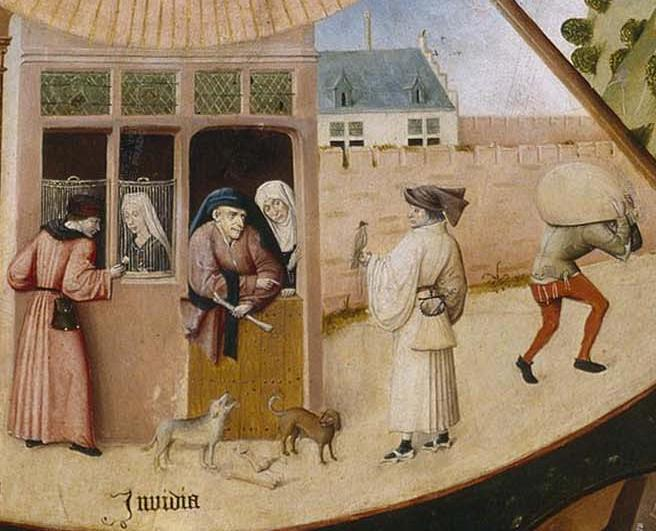
Invidia
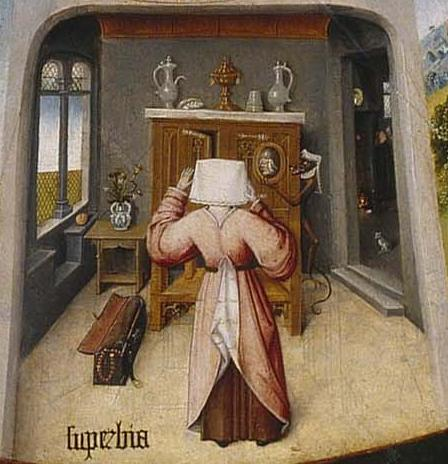
Superbia
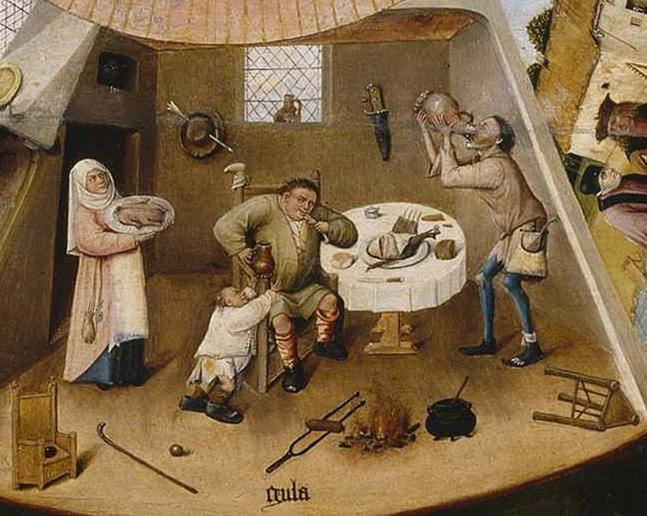
Gola
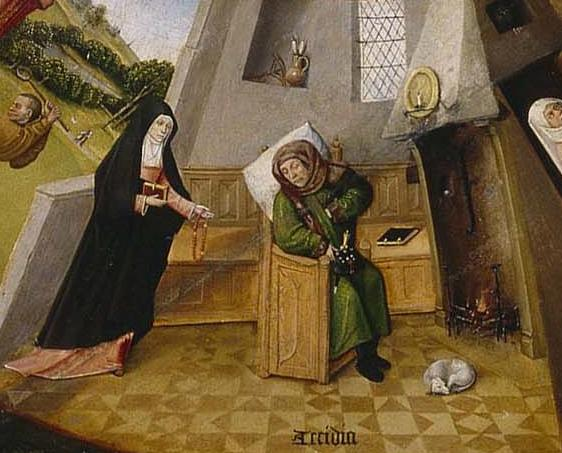
Accidia
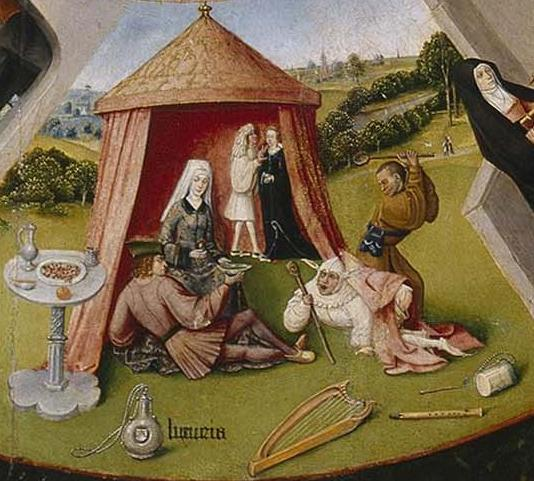
Lussuria

### I Novissimi

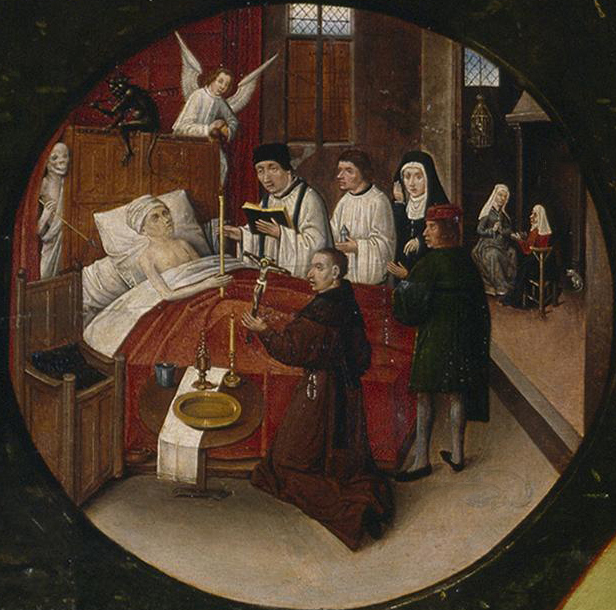
Morte
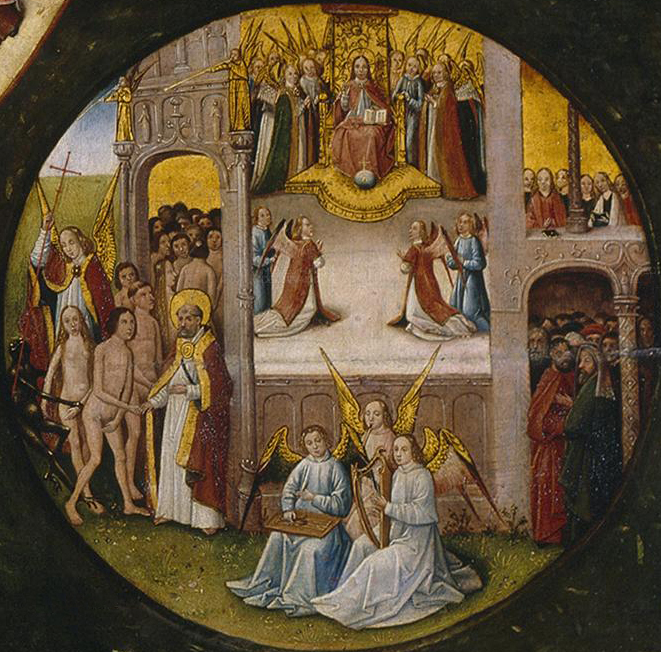
Paradiso
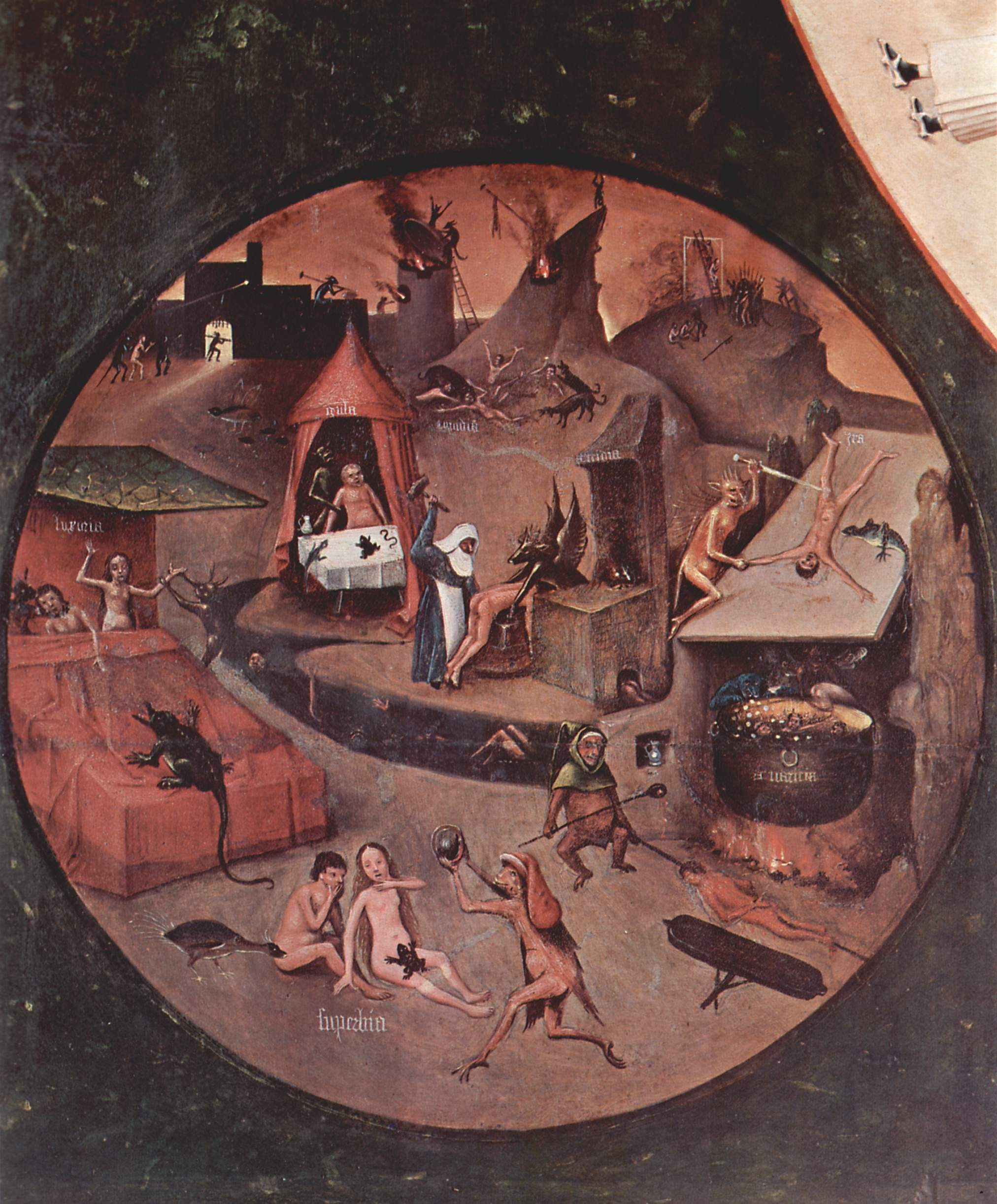
Inferno
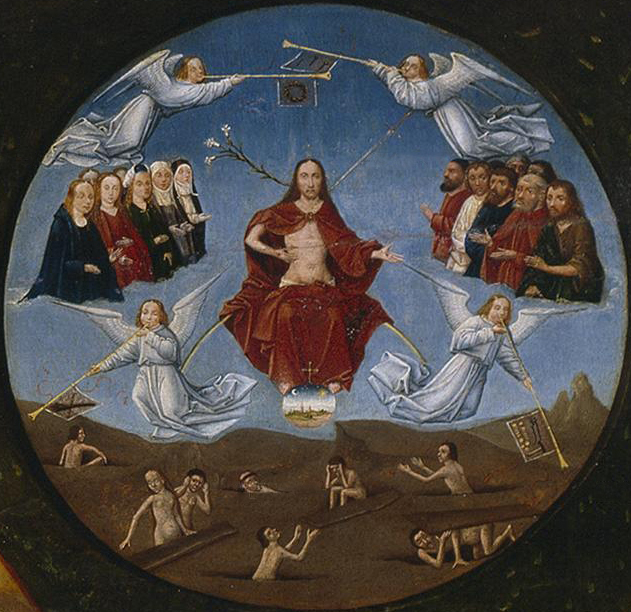
Giudizio universale